# Ögat (1998)
Ögat är en svensk drama- och thrillerfilm från 1998 som är regisserad av Richard Hobert. Den var den femte filmen i Richard Hoberts filmserie om De sju dödssynderna. Filmen hade Sverigepremiär den 2 oktober 1998.

## Handling
Barnmorskan Ingrid har träffat sitt livs kärlek i Fredrik Wall, nybliven direktör för den svenska grenen av multinationella Introspector, vars främsta innovation är en fjärrstyrd och kameraförsedd robot som reparerar avloppsledningar.
Med anledning av Ingrids födelsedag anordnar Fredrik en middagsbjudning i sin lyxiga representationsvilla med påkostade fyrverkerier. Senare, i ett avskilt rum, visar Fredrik videoband av Introspector-robotens arbete för Ingrids vän Mikael. Plötsligt skiftar han över till ett band som visar Ingrid och Mikael i ett till synes hemligt och intimt möte i en park. Osäker om Fredriks intentioner lämnar Mikael festen med sin sambo Catti. Ingrid börjar städa upp efter tillställningen, men Fredrik insisterar på att själv få göra arbetet och skickar henne i säng. Morgonen efteråt vaknar Ingrid för att se Fredrik rivstarta bilen och köra iväg.
Något senare, på båten mellan Malmö och Köpenhamn, förbereder Fredrik, fortfarande smokingklädd, sitt självmord inför förskräckta vittnen, och efter ett teaterbesök möts Ingrid av två kriminalkommissarier som meddelar att Fredrik försvunnit. Någon kropp har inte påträffats, så därför beger sig Ingrid ut på ett kustbevakningsfartyg som medverkar i sökandet. Först på morgonen ger hon upp. Tyngd av sorg avvisar Ingrid alla försök till tröst från Catti och Mikael och kräver att få vara i fred i Fredriks villa med minnena. Mikael dröjer sig dock kvar och förstör bandet med det smygfilmade mötet. Strax därefter får han emellertid med posten ett nytt videoband, som innehåller filmsekvenser av såväl mötet som hans förstörande av bandet. Övertygad om att Fredrik lever går han till polisen som dock vägrar tro på hans uppgifter.
Några dagar senare anordnar Ingrid en minneshögtid för Fredrik i Malmö hamn. Från ett hustak videofilmar Fredrik sorgeyttringarna och ser förbluffad sin mor spotta efter den krans som Ingrid lagt ut i vattnet. Kort tid därefter mördar Fredrik sin mor och arrangerar det så att det ska se ut som en drunkningsolycka. När Ingrid åker dit efter dödsbudet får hon antydningar om att Fredrik och modern haft ett incestuöst förhållande.
Fredrik har förskansat sig i sin villas källarrum, varifrån han bevakar Ingrid genom ett system av dolda kameror och utsätter hennes kärlek till honom för en serie prov. Bland annat hyr han en arbetslös skådespelare som upprepade gånger förgäves försöker förföra henne. Slutligen tvingar han genom utpressning Mikael, som spårat upp honom, att agera förförare, men även dennes inviter avvisar hon. Lycklig bestämmer sig Fredrik för att Ingrid nu slutgiltigt bevisat sin sanna och eviga kärlek till honom. Han träder därför fram och berättar allt för sin älskade. Chockad och äcklad över vad han gjort flyr Ingrid till Mikaels sommarställe. Men Fredrik är Ingrid på spåren och överraskar henne någon dag senare. Ingrid spelar med i Fredriks fantasier och lockar honom att i hemlighet åka iväg på en semesterhelg till Köpenhamn iklädd den smoking han bar vid försvinnandet. På båten knuffar hon ned honom i vattnet så att han dras in i propellern. Morgonen efteråt hittas hans sargade kropp. 
När Mikael och Catti förstått vad som hänt övertalar de Ingrid att ange sig själv till polisen, som emellertid inte tror på hennes bekännelse. En tid senare ser Mikael och Catti hur Ingrid går ombord på en buss tillhörande en biståndsorganisation med verksamhet i utlandet.

## Rollista
- Lena Endre – Ingrid
- Samuel Fröler – Fredrik
- Camilla Lundén – Catti
- Göran Stangertz – Mikael Persson
- Sven Wollter – Poliskommissarien
- Thomas Roos – Kyrkoherden
- Fredrik Hammar – Jonas